# Jenny Gröllmann
Jenny Gröllmann, née le 5 février 1947 à Hambourg et morte le 9 août 2006 à Berlin, est une actrice allemande.

## Biographie
Elle a été la deuxième épouse de l'acteur Ulrich Mühe (1953-2007). De cette liaison, ils ont une fille, Anna Maria Mühe, née en 1985.
Elle est inhumée au cimetière français de Berlin.

## Filmographie
- 1971 : Connaissez-vous Urban ? (Kennen Sie Urban?) d'Ingrid Reschke
- 1977 : La Fuite (Die Flucht) de Roland Gräf
- 1982 : Ton frère inconnu (Dein unbekannter Bruder) d'Ulrich Weiß
- 1984 : Isabelle dans l'escalier (Isabel auf der Treppe) d'Hannelore Unterberg